# Лінійні кораблі типу «Фусо»
Лінійні кораблі типу «Фусо» (яп. 扶桑型戦艦, Fusō-gata senkan) — два дредноути, закладених для Імперського флоту Японії до Першої світової війни і завершених під час неї. Обидва короткий час патрулювали біля узбережжя Китаю, перш ніж в кінці війни її було відправлено до резерву. У 1922 році «Ямашіро» став першим японським лінкором, з якого успішно здійснили зліт літака.
Протягом 30-х років обидва кораблі пройшли низку модернізацій та реконструкцій. «Фусо» пройшов модернізацію у два етапи (1930–33, 1937–41), тоді як «Ямашіро» реконструювали з 1930 по 1935 рік. У ході модернізації кораблям посилили бронювання, замінили їхні машини, а також перебудували надбудови лінкорів у характерний для японських кораблів стиль «щогли-пагоди». Незважаючи на дороге переоблаштування, обидва кораблі напередодні Другої світової війни вважалися застарілими, і жоден з них не залучався до бойових дій перші роки війни. «Фусо» використовувався як військовий транспорт у 1943 році, тоді як «Ямашіро» служив як навчальний корабель у Внутрішньому морі. На обох лінкорах було суттєво посилене зенітне озброєння в 1944 році, перш ніж вони були переведені до Сінгапуру в серпні того ж року.
«Фусо» і «Ямашіро» були єдиними японськими лінкорами під час битви у протоці Сурігао, найпівденнішій битві в затоці Лейте, і обидва вони були потоплені вночі на 25 жовтня 1944 року торпедами та артилерійським вогнем. Пізніше деякі очевидці стверджували, що «Фусо» розвалився навпіл, і що обидві половини залишалися на плаву і горіли протягом години, але історик Ентоні Таллі доводив, що корабель просто потонув після сорока хвилин затоплення внутрішніх приміщень. Шість лінкорів ВМС США та вісім крейсерів чекали «Ямашіро». Лінкор був потоплений у нерівному бою і віцеадмірал Шьоджі Нішімура загинув зі своїм кораблем. З кожного корабля вижило лише по десять членів екіпажу.

## Передумови будівництва
Дизайн лінкорів типу «Фусо» був сформований як під впливом тривалої міжнародної гонки військово-морських озброєнь, так і бажанням японського командування мати флот, достатньо потужний, щоб перемогти ВМС Сполучених Штатів у випадку зіткнення в японських територіальних водах. Лінійний флот Імперського флоту Японії виявився дуже успішним у 1905 році, останньому році російсько-японської війни, кульмінацією якої стало знищення російських Другої та Третьої Тихоокеанських ескадр у Цушімській битві. Після цього Японська імперія негайно зосередила свою увагу на двох інших суперниках за імперське панування в Тихому океані: Великій Британії та Сполучених Штатах. Сато Тецутаро, адмірал японського флоту та військовий теоретик, припускав, що конфлікт неминуче виникне між Японією та принаймні одним з двох її головних суперників. З цією метою він закликав японське командування утримувати флот, який мав би щонайменше на 70 % більше капітальних кораблів, ніж флот США. Таке співвідношення, за теорією Сато, дозволило б Імперському флоту Японії перемогти флот США в одній великій битві в японських водах у будь-якому можливому конфлікті. Відповідно, Імперська оборонна політика 1907 року передбачала будівництво бойового флоту з восьми сучасних лінкорів водотоннажністю 20 000 тонн кожен і восьми сучасних панцирних крейсерів водотоннажністю 18 000 тон кожен. Це стало зародженням програми «Вісім-вісім» — створення згуртованої бойової лінії з шістнадцяти капітальних кораблів.
Спуск на воду Королівським флотом у 1906 році лінкора «Дредноут» підвищив ставки і ускладнив плани Японії. Водотоннажністю 17 900 англійських тонн (18 200 т) і озброєний десятьма 12-дюймовими (30,5 см) гарматами, «Дредноут» зробив усі тогочасні лінкори застарілими у порівнянні з ним. Спуск на воду лінійного крейсера «Інвінсібл» наступного року став ще однією невдачею у прагненні Японії до паритету. Коли два нових панцирники типу «Сацума» і два панцирних крейсери типу «Цукуба», спущені на воду в 1911 році, були перевершені своїни британськими аналогами, програма «Вісім-вісім» була перезапущена.
Першими лінкорами, побудованими за оновленою програмою «Вісім-вісім», стали два дредноути типу «Кавачі», замовлені в 1907 році і закладені в 1908 році. У 1910 році військово-морський флот звернувся до парламенту з проханням забезпечити фінансування всієї програми одразу. Через економічні труднощі пропозиція була скорочена спочатку Міністерством ВМС до семи лінкорів і трьох крейсерів, а потім урядом до чотирьох броненосних крейсерів і одного лінкора. Парламент Японії вніс поправки, дозволивши будівництво чотирьох лінійних крейсерів (типу «Конґо») і одного лінкора, пізніше названого «Фусо», що, в підсумку, отримало форму Закону про надзвичайне розширення військово-морського флоту.

## Проєкт
Майбутній тип «Фусо» був спроєктований для взаємодії з чотирма лінійними крейсерами. Після координації з британцями щодо типу «Конґо», японські конструктори отримали доступ до останніх британських досліджень у галузі кораблебудування і тепер могли проектувати свої власні капітальні кораблі. Намагаючись перевершити американський тип «Нью-Йорк», проєктувальники планували створити корабель, озброєний дванадцятьма 14-дюймовими (36 см) гарматами зі швидкістю у понад 21 вузол (39 км/год). Файли Vickers показують, що японці мали доступ до проєктів подвійних і потрійних башт артилерії головного калібру, але обрали шість подвійних башт замість чотирьох потрійних.
Остаточний проєкт, що отримав в японськім флоті позначення A-64, передбачав водотоннажність 29 000 англійських тонн (29 465 т) з дванадцятьма 14-дюймовими (36 см) гарматами в шести здвоєних баштах (дві в носовій частині, дві в кормовій частині, дві розділені посередині корабля) з максимальною швидкістю 23 вузли (43 км/год; 26 миль/год.). Ця конструкція перевершувала американські аналоги за озброєнням, бронею та швидкістю, таким чином дотримуючись доктрини, яку японці використовували з часів Першої японсько-цінської війни 1894-95 рр., компенсуючи кількісну недостачу якісною перевагою.

## Конструкція
Лінійні кораблі типу «Фусо» мали загальну довжину 202,7 метрів, ширину 28,7 метрів і осадку 8,7 метрів. Водотоннажність лінкорів становила 29 326 тонн (28 863 англійських тонни) при стандартному завантаженні. Екіпаж складався з 1 198 офіцерів і рядових у 1915 році і 1 396 у 1935 році. Під час Другої світової війни екіпаж, ймовірно, налічував близько 1 800-1 900 осіб.
Під час модернізації кораблів у 1930-х роках, їхні носові надбудови були збільшені за рахунок декількох платформ, доданих до їхніх триопорних щогл. Задні надбудови були перебудовані для розміщення установок для 127-міліметрових (5 дюймів) зенітних гармат і додаткових приладів управління вогнем. Обидва кораблі також отримали протиторпедні блістери для покращення підводного захисту і компенсації ваги додаткової броні. Крім того, кормові частини кораблів були подовжені на 7,62 метра. Ці зміни збільшили загальну довжину кораблів до 212,75 м, ширину до 33,1 м і осадку до 9,69 м. Водотоннажність збільшилася майже на 4 000 англійських тонни (4 100 т) до 39 154 англійських тонн (39 782 т) при максимальному завантаженні.

### Силова установка

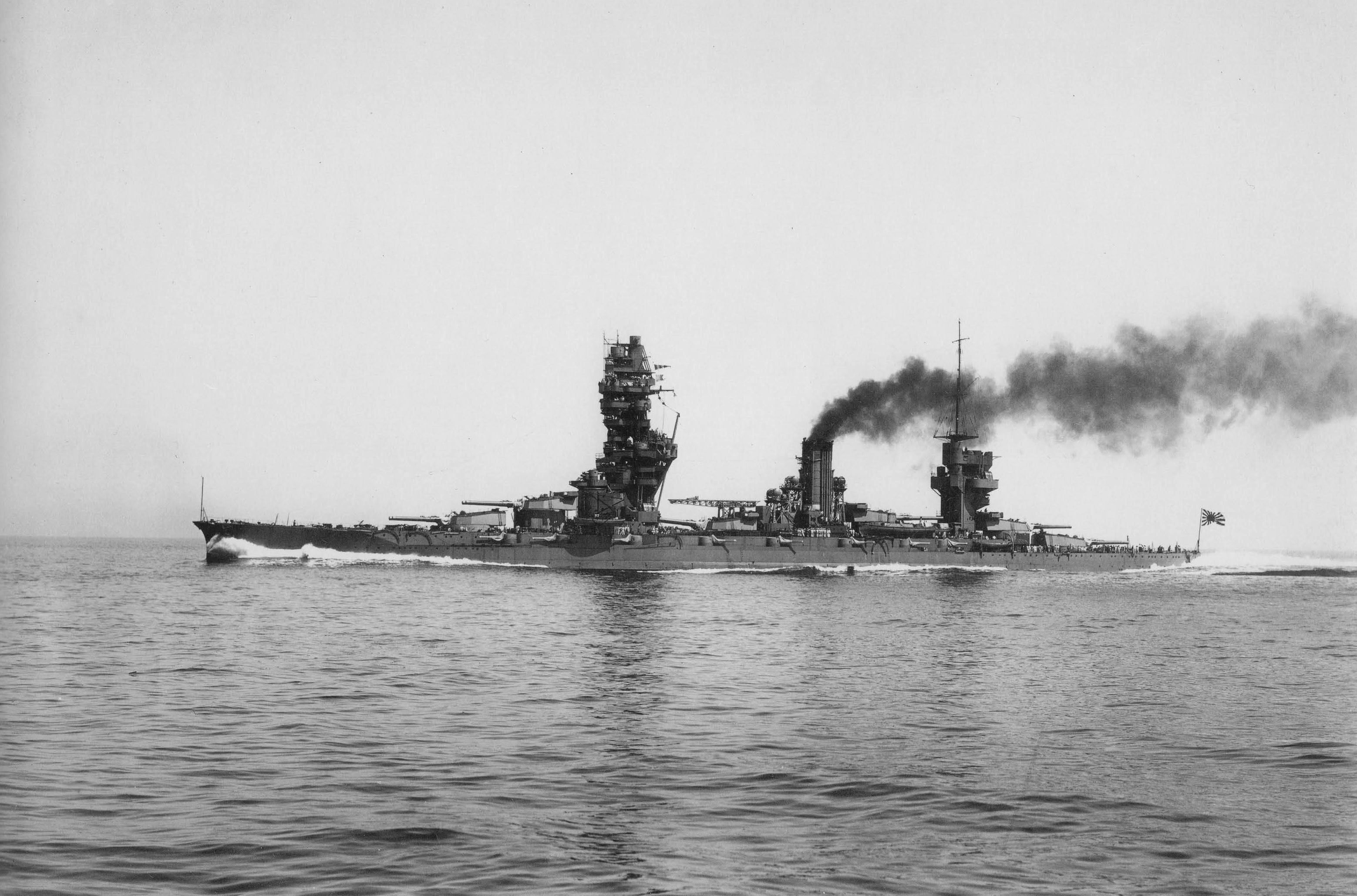
«Фусо» під час ходових випробувань після першої реконструкції, 10 травня 1933 року

Кораблі типу «Фусо» мали два комплекти парових турбін Брауна-Кертіса з прямим приводом, кожна з яких приводила в рух два гребних вали. Турбіни середнього тиску приводили в рух зовнішні вали, а турбіни високого і низького тиску — внутрішні вали. Турбіни були розраховані на загальну потужність 40 000 кінських сил (30 000 кВт), використовуючи пару, що вироблялася 24 водотрубними котлами типу Міяхара, кожен з яких споживав суміш вугілля і мазуту. Запас палива складав 4 100 т вугілля і 1,000 т мазуту, що давало кораблям запас ходу у 8 000 морських миль (15,000 км) при швидкості 14 вузлів (26 км/год). Обидва кораблі перевищили свою проєктну швидкість 22,5 вузла (41,7 км/год; 25,9 миль/год) під час ходових випробувань випробувань; «Фусо» вдалось розвинути швидкість 23 вузлів (43 км/год) з 46 500 к.с. (34 700 кВт), «Ямашіро» — 23,3 вузлів (43,2 км/год) з 47 730 к.с. (35 590 кВт).
Під час модернізації 1930-х років котли типу Міяхара на кожному кораблі були замінені шістьма новими мазутними котлами типу Кампон, встановленими в колишньому кормовому котельному відділенні, а носова димова труба була демонтована. Турбіни Брауна-Кертіса були замінені чотирма редукторними турбінами Kaмпон з проєктною потужністю 75 000 к.с. (56 000 кВт). Під час випробувань «Фусо» розвинув максимальну швидкість 24,7 вузла (45,7 км/год), потужність силової установки склала 76 889 к.с. (57 336 кВт). Паливні запаси кораблів були збільшені до 5 200 т мазуту, що забезпечило їм дальність плавання 11 800 морських миль (21 900 км) на швидкості 16 вузлів (30 км/год).

### Озброєння

#### Головний калібр

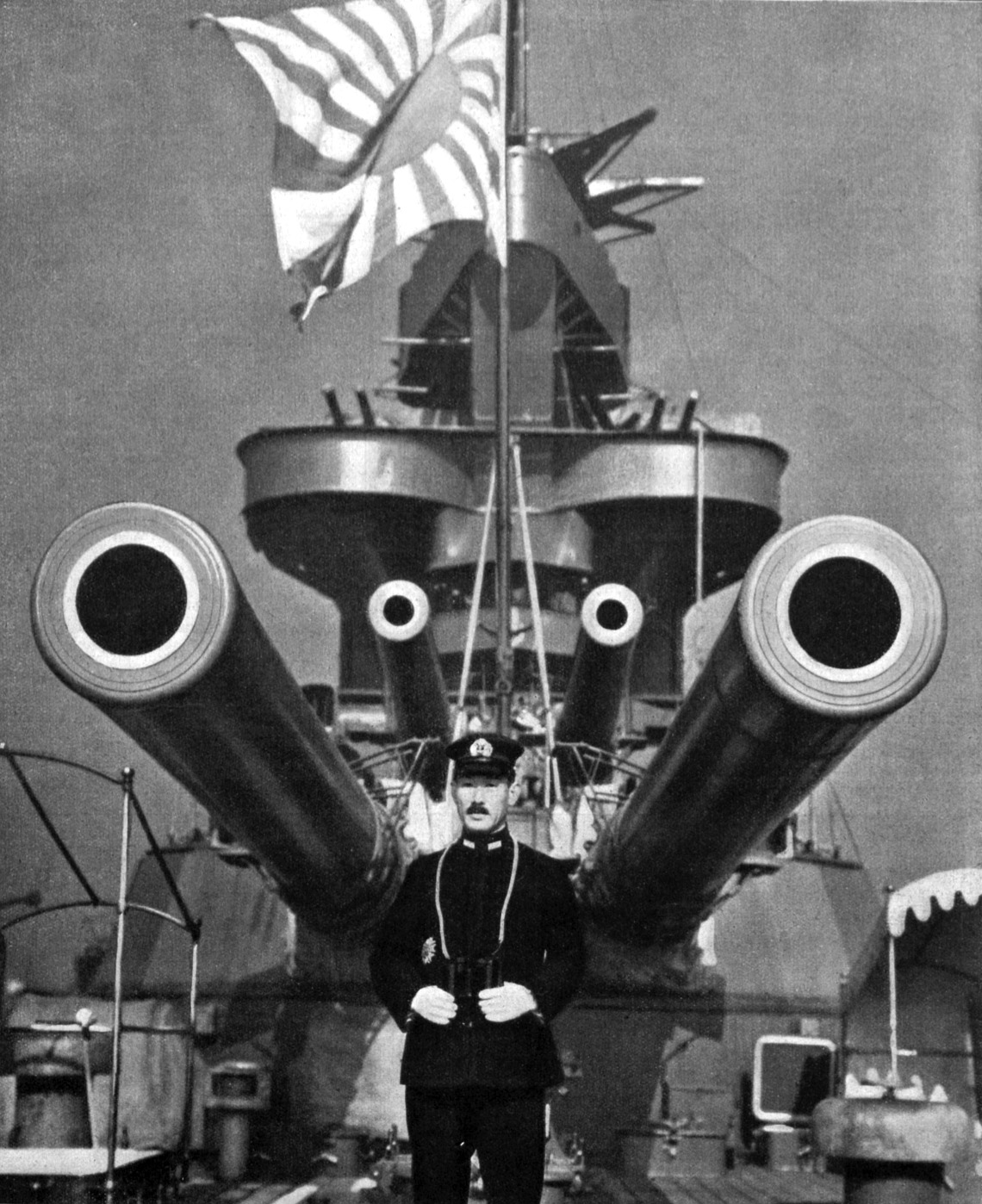
Адмірал Санкічі Такахаші на фоні кормових башт головного калібру «Ямашіро», 1935 рік

Головним озброєнням лінкорів типу «Фусо» були дванадцять 356-мм (14-дюймових) гармат з довжиною ствола 45 калібрів, що були встановлені в шести двогарматних баштах, кожна з яких важила 625 т. Башти мали кути піднесення гармат в -5/+20 градусів. Вони були розташовані за незвичною схемою 2-1-1-2 з парами башт в носовій і кормовій частинах, розташованих за лінійно-піднесеною схемою, та середніми башти, що буди відділені одна від одної димовою трубою. Рішення використовувати шість двогарматних башт замість чотирьох тригарматних значно вплинуло на всю конструкцію класу, оскільки дві додаткові башти вимагали довшого корабля і збільшували кількість броні, необхідної для його захисту. Розташування третьої і четвертої башт виявилося особливо проблематичним для проєктування класу, тому що середні башти не розташовувались за лінійно-піднесеною схемою, що ще більше збільшило довжину кораблів. Встановлені в середній частині корабля вздовж центральної лінії, вони мали обмежені сектори вогню, а їхнє розташування змушувало розміщувати котельні в менш ідеальних місцях. Іншим ускладненням була необхідність встановлення додаткової ізоляції та вентиляції в погребах боєзапасу середніх башт, щоб захистити їх від тепла, що генерується в сусідніх котельнях. Спочатку обидві башти були звернені до корми, але під час реконструкції 1930-х років башта № 3 «Фусо» була розвернута вперед, щоб розмістити додаткові платформи для зенітної артилерії та прожекторів навколо його димової труби.
Головна батарея лінкорів типу «Фусо» зазнала численних модернізацій протягом усієї кар'єри кораблів. Під час першої реконструкції обох лінкорів кути піднесення гармат головного калібру були збільшені до -5/+43 градусів, що дало максимальну дальність стрільби 32 420 м. Механізм відкату гармат також був замінений з гідравлічного на пневматичний, що дозволило пришвидшити темп стрільби головних гармат.
До Другої світової війни гармати використовували бронебійні снаряди з балістичними ковпачками Тип 91. Кожен з цих снарядів важив 673,5 кілограма і мав початкову швидкість 775 метрів за секунду. Максимальна дальність стрільби становила 27 800 метрів при піднесенні +30 градусів і 35 450 метрів при піднесенні +43 градуси після модернізації. Також був доступний осколково-фугасний снаряд вагою 625 кілограмів, який мав початкову швидкість 805 метрів за секунду. Для протиповітряної оборони в 1930-х роках був розроблений спеціальний шрапнельний снаряд Тип 3.

#### Допоміжне та зенітне озброєння
На момент введення в стрій кораблі типу «Фусо» були оснащені допоміжним озброєнням з шістнадцяти 152-мм (6-дюймових) гармат з довжиною ствола 50 калібрів, встановлених в одиночних казематах уздовж бортів корпусу на рівні верхньої палуби, по вісім гармат з кожного борту, і кожна з них мала сектор вогню 130 градусів і максимальне піднесення +15 градусів. Кожна гармата могла стріляти осколково-фугасними снарядами вагою 45,36 кг на максимальну відстань 21 000 м зі швидкістю від чотирьох до шести пострілів на хвилину. Під час реконструкції в 1930-х роках максимальний кут піднесення гармат був збільшений до +30 градусів, що дозволило збільшити максимальну дальність стрільби приблизно на 900 метрів.
На кораблях також було встановлено п'ять або шість 40-каліберних 76-мм (3-дюймових) зенітних гармат. Ці гармати були встановлені в одиночних установках по обидва боки носової надбудови, по обидва боки другої димової труби і по обидва боки кормової надбудови (у «Фусо» не було кормової гармати по правому борту). Кожна з цих гармат мала максимальне піднесення +75 градусів і могла стріляти снарядом вагою 6 кг з початковою швидкістю 680 м/с на максимальну висоту 7500 метрів. Обидва кораблі були оснащені шістьма підводними 533-міліметровими (21 дюйм) торпедними апаратами, по три з кожного борту.

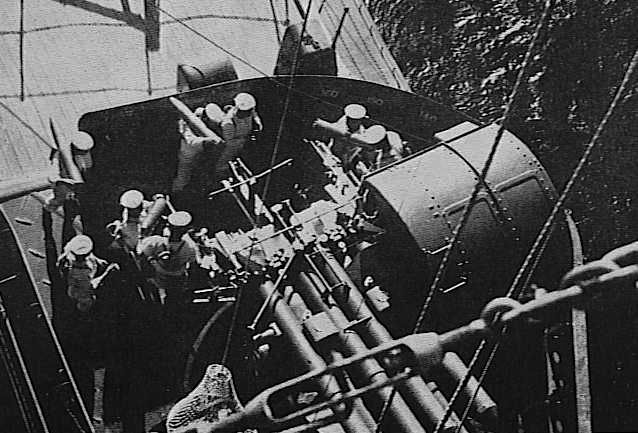
Спарена 127-мм установка на борту «Наґато», аналогічна тій, що була встановлена на кораблях типу «Фусо»

Допоміжне озброєння типу «Фусо» з часом зазнало значних змін. Під час модернізації 1930-х років всі 76-мм гармати були замінені на вісім 40-каліберних 127-мм (5,0 дюймів) гармат подвійного призначення. Ці гармати були встановлені по обидва боки носової та кормової надбудов в чотирьох спарених гарматних установках. При стрільбі по надводних цілях дальність стрільби становила 14 700 метрів (16 100 ярдів), максимальна стеля — 9 440 метрів (30 970 футів) при максимальному піднесенні +90 градусів. Максимальна швидкість стрільби становила 14 пострілів за хвилину, але постійна швидкість стрільби становила близько восьми пострілів за хвилину. Під час реконструкції дві передні 152-мм гармати також були зняті.
Легке зенітне озброєння типу «Фусо» також зазнало значних змін у період з 1933 по 1944 рік. Під час першої реконструкції «Фусо» був оснащений чотирма спареними 13,2-мм (0,52 дюйма) кулеметами, в той час як «Ямашіро» був оснащений вісьмома спареними 25-мм (0,98 дюйма) гарматами. Обидві гармати були ліцензійними французькими зразками гармат «Hotchkiss». 25-мм гармати встановлювалися на тип «Фусо» в одинарних, здвоєних і зтроєних установках. Ця модель була стандартною японською легкою зенітною гарматою під час Другої світової війни, але вона страждала від серйозних конструктивних недоліків, які робили її в основному неефективною зброєю. Здвоєні та зтроєні установки не мали достатньої швидкості горизонтального та вертикального наведеннях; приціли не могли впоратися зі швидкими цілями; гармата демонструвала надмірну вібрацію; об'єм магазинів були занадто малим, і, нарешті, гармата мала надмірну дульну енергію. Конфігурація зенітних гармат суттєво змінювалася; наприкінці останньої реконструкції, на кораблях типу «Фусо» було встановлено вісім здвоєних установок. У 1943 році було додано сімнадцять одиночних і дві здвоєні установки, загалом 37. У серпні 1944 року обидва кораблі були оснащені ще двадцятьма трьома одиночними, шістьма здвоєними і вісьмома потрійними установками, загалом 96 зенітними гарматами в остаточній конфігурації
.

### Бронювання

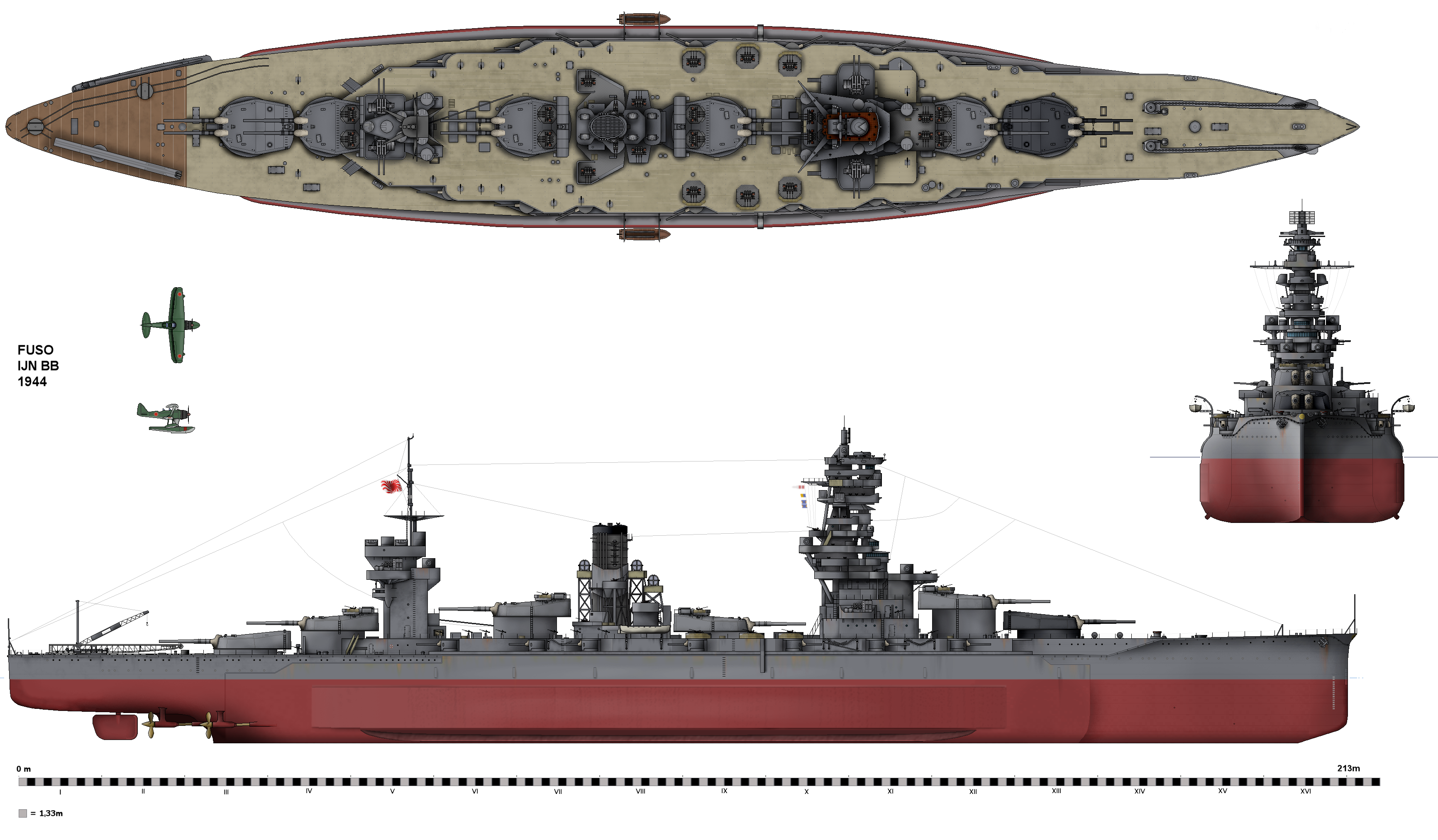
«Фусо» станом на 1944 рік, схема

На момент завершення будівництва кораблів типу «Фусо» їхня броня була типовою для лінкорів «доютландської» епохи. На бронювання припадало 8 726 т водотоннажності, що становило приблизно 29 % від загальної водотоннажності коораблів типу. Броньовий пояс ватерлінії мав товщину від 305 до 229 міліметрів (12-9 дюймів), під ним розташовувався пояс обшивки товщиною 102 мм (4 дюйми). Палубна броня мала товщину від 32 до 51 мм (1,3-2,0 дюйма). Башти були захищені бронею товщиною 279,4 мм (11,0 дюймів) в лобовій частині, 228,6 мм (9,0 дюймів) по бортах і 114,5 мм (4,51 дюйма) на даху. Барбети башт були захищені бронею товщиною 305 мм, а каземати 152-мм гармат — 152-мм броньовими плитами. Товщина стінок бойової рубки складала 351 міліметр (13,8 дюйма). Крім того, кораблі мали 737 водонепроникних відсіків (574 під броньовою палубою, 163 над нею) для збереження плавучості у разі бойових пошкоджень.
Під час реконструкції броня лінкорів була суттєво модернізована. Палубна броня була збільшена до максимальної товщини 114 мм (4,5 дюйма), а для покращення підводного захисту вздовж бортів були додані протиторпедні блістери товщиною 76 мм (3,0 дюйма) з високоміцної сталі. Це збільшило загальний тоннаж броні до 12 395 т, що становило приблизно 31 % від загальної водотоннажності типу «Фусо». Навіть після цих удосконалень броня все ще була нездатна протистояти 14-дюймовим снарядам.

### Авіація

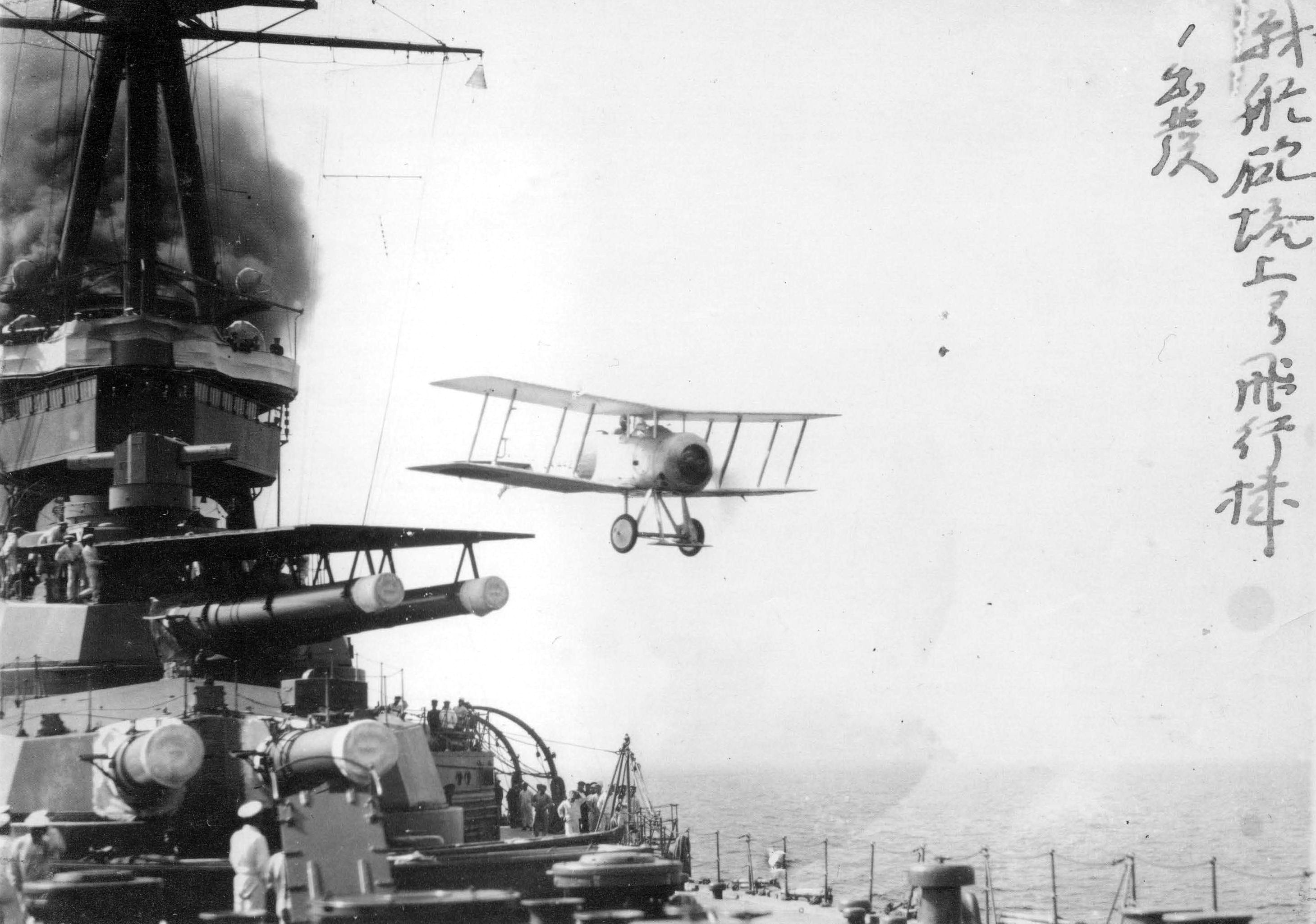
Винищувач типу «Спарроухок» злітає з башти № 2 «Ямашіро»

У 1922 році на «Ямашіро» ненадовго встановили злітну платформу для літаків на башті № 2. З нього успішно запускали винищувачі Gloster Sparrowhawk і Sopwith Camel, що зробило його першим японським кораблем, який запускав літаки. Під час модернізації в 1930-х роках на кормі встановили катапульту і розбірний кран, обидва кораблі були обладнані трьома гідропланами, хоча ангара для них не було передбачено. Початкові біплани Nakajima E4N2 були замінені на біплани Nakajima E8N2 у 1938 році, а потім на біплани Mitsubishi F1M з 1942 року
.

### Керування вогнем і сенсори
Після завершення будівництва в 1915 році кораблі мали два 3,5-метрових і два 1,5-метрових далекоміра в носовій надбудові, 4,5-метровий далекомір на даху башти № 2, і 4,5-метрові далекоміри в баштах 3, 4 і 5. Наприкінці 1917 року на платформі на носовій щоглі встановили директор керування вогнем. У 1923 році 4,5-метрові далекоміри були замінені на 8-метрові. Під час першої модернізації «Фусо» було додано чотири директори для 127-мм зенітних гармат, по одному з кожного боку носової та кормової надбудов, а на верхівці щогли-пагоди був встановлений восьмиметровий далекомір. У 1938 році його замінили на 10-метровий далекомір. У той же час, два 3,5-метрових далекоміра на носовій надбудові були замінені на директори для 25-мм зенітних гармат. Додаткові 25-мм директори були встановлені на платформах по обидва боки димової труби.
Під час стоянки кораблів у сухому доці в липні 1943 року на даху 10-метрового далекоміра на верхівці щогли-пагоди був встановлений радар повітряного пошуку типу 21. У серпні 1944 року на щоглі-пагоді встановили дві надводні пошукові РЛС типу 22 і дві РЛС раннього попередження типу 13.

## Кораблі
| Корабель  | Будівник                              | Закладені         | Спущені на воду  | Завершені        | Доля                                                                  |
| --------- | ------------------------------------- | ----------------- | ---------------- | ---------------- | --------------------------------------------------------------------- |
| «Фусо»    | Військово-морський арсенал в Куре     | 11 березня 1912   | 28 березня 1914  | 8 листопада 1915 | Обидва потоплені під час битви у протоці Сурігао, 25 жовтня 1944 року |
| «Ямашіро» | Військовл-морський арсенал в Йокосуці | 20 листопада 1913 | 3 листопада 1915 | 31 березня 1917  | Обидва потоплені під час битви у протоці Сурігао, 25 жовтня 1944 року |

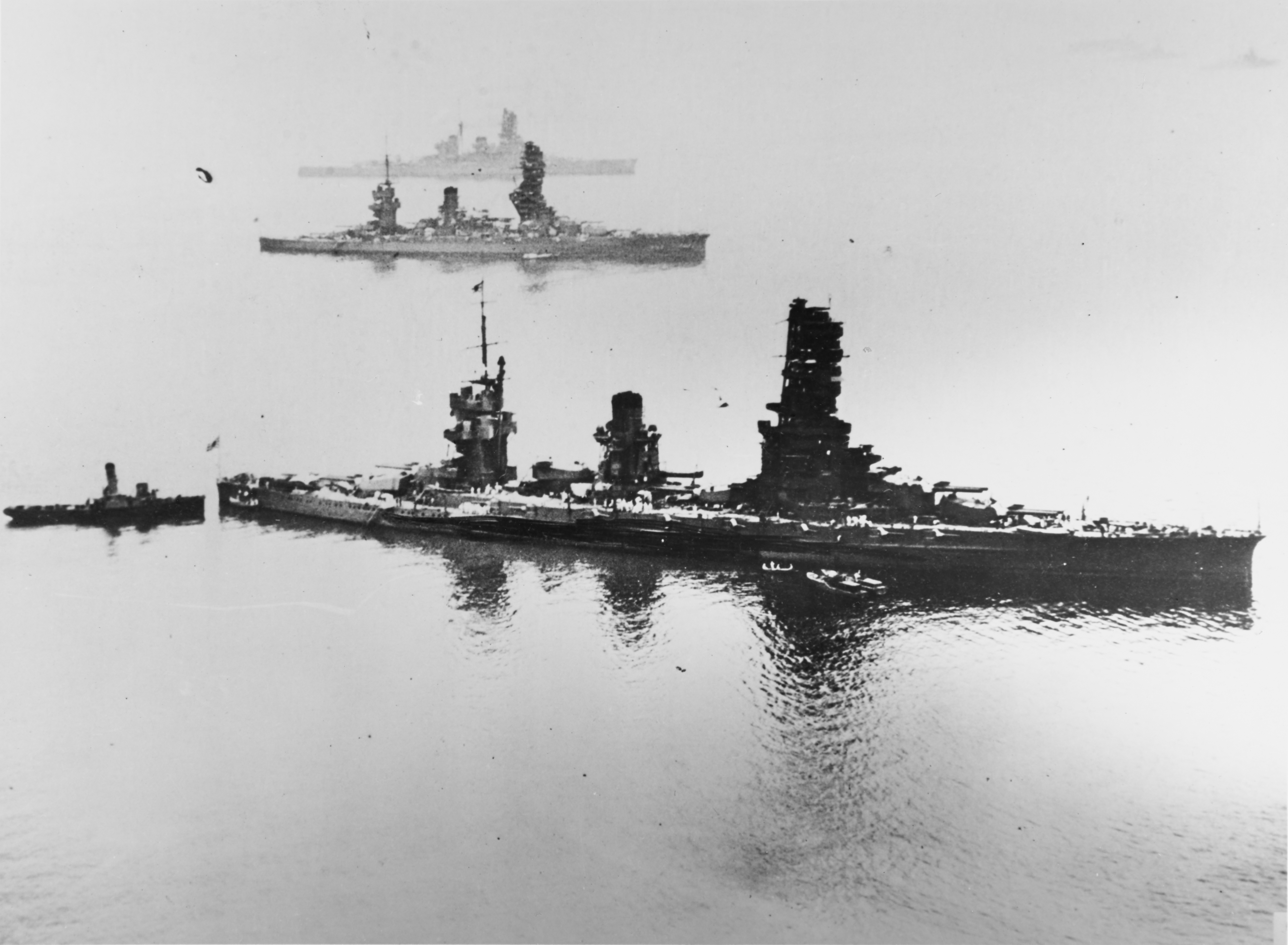
Ямашіро, Фусо та швидкий лінкор «Харуна» (вдалині) наприкінці 1930-х

Було заплановано ще два вдосконалених варіанти типу, але остаточний проект настільки відрізнявся від «Фусо», що в підсумку вони стали типом «Ісе». Після завершення будівництва у 1915 році «Фусо» вважався першим сучасним лінкором японського флоту. Він перевершував своїх американських однокласників типу «Нью-Йорк» за вогневою потужністю та швидкістю і вважався « найбільш потужно озброєним лінкором у світі». Попри значну модернізацію у 1930-х роках, обидва лінкори виявились застарілими до початку Другої світової війни. Після втрати більшої частини японського авіаносного флоту до 1943 року було висунуто пропозицію переобладнати обидва кораблі у гібридні лінкори-носії. Роботи були заплановані на червень 1943 року, але план був скасований, і замість цього були переобладнані два лінкори типу «Ісе»
.